# Golva (Dakota del Norte)
Golva es una ciudad ubicada en el condado de Golden Valley en el estado estadounidense de Dakota del Norte. En el censo de 2010 tenía una población de 61 habitantes y una densidad poblacional de 71,15 personas por km².

## Geografía
Golva se encuentra ubicada en las coordenadas 46°44′4″N 103°58′56″O / 46.73444, -103.98222. Según la Oficina del Censo de los Estados Unidos, Golva tiene una superficie total de 0.86 km², de la cual 0.85 km² corresponden a tierra firme y (0.6%) 0.01 km² es agua.

## Demografía
Según el censo de 2010, había 61 personas residiendo en Golva. La densidad de población era de 71,15 hab./km². De los 61 habitantes, Golva estaba compuesto por el 100% blancos, el 0% eran afroamericanos, el 0% eran amerindios, el 0% eran asiáticos, el 0% eran isleños del Pacífico, el 0% eran de otras razas y el 0% pertenecían a dos o más razas. Del total de la población el 0% eran hispanos o latinos de cualquier raza.